# 水东街道 (茂名市)
水东街道是中国广东省茂名市电白区下辖的一个乡镇级行政单位，面积24.67平方公里，是電白区人民政府所在地及全区政治、经济、文化中心。

## 沿革
1950年12月16日，中共电白县委、电白县人民政府及直属各机关团体，由电城镇迁至水东镇办公。
1995年11月，经广东省民政厅批准，将17平方公里的陈村镇撤销并入水东镇。
2019年4月，撤镇改街道，将水东街道分设为水东、电海和陈村三个街道。行政区划调整后，水东街道下辖忠良、城东、观海、东阳南街、东阳北街、人民街、新风街、新湖街、新街、海滨 10 个社区居委会和镇西、附城、镇东、森高、彭村、寨头 6 个村委会，面积 24 . 67 平方公里，街道办事处驻地为电白区新街 3 号（即原水东街道办事处驻地）。。
2019年5月10日，水东街道正式揭牌成立。

## 農業
水東鎮的走地豬在茂名很有名；水东芥菜於2007年12月6日實施地理標誌產品保護措施。

## 行政区划
现辖：
新街社区、新湖街社区、东阳南街社区、东阳北街社区、新风街社区、人民街社区、海滨社区、忠良社区、城东社区、观海社区、附城村和镇西村。